# De Gouden Leeuw (Goedereede)
De Gouden Leeuw is een historisch pand aan de Markt en de haven van Goedereede in Goedereede. Het oorspronkelijk gotische huis werd herbouwd na een stadsbrand in 1482. Het gebouw fungeerde destijds als stadsherberg en wordt beschouwd als één van de oudste herbergen van Nederland. In 1545 werd het deels vernieuwd en in 1962 gerestaureerd na brandschade. In de bovenvoorkamer bevindt zich een Brusselse schouw en in de voorgevel zit een zonnewijzer.
Volgens de overlevering was het de woonst van Paus Adrianus VI.

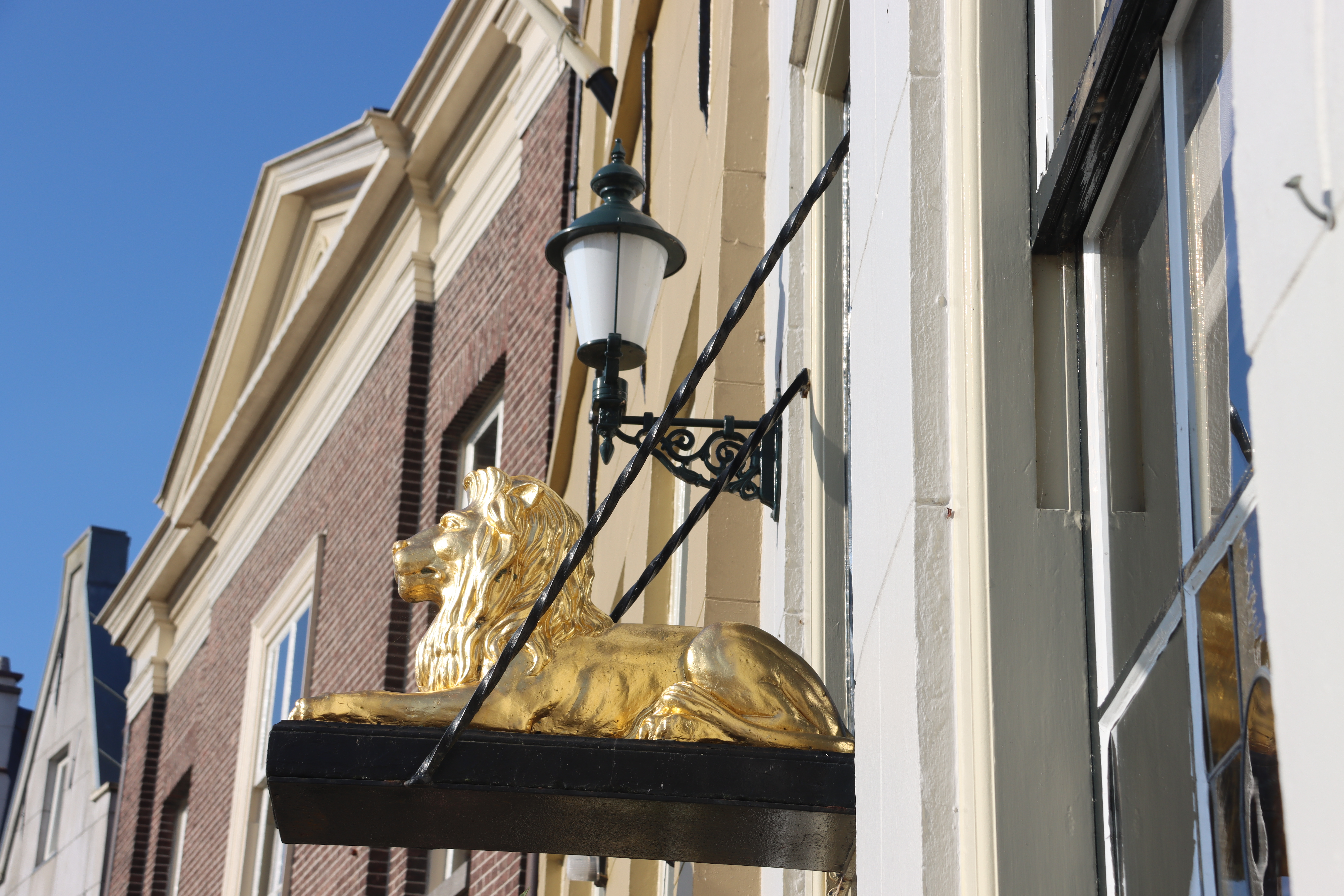
De Gouden Leeuw